# Tomoki Fujisaki
Tomoki Fujisaki (藤嵜 智貴 Fujisaki Tomoki?), född 19 september 1994 i Chiba prefektur, är en japansk fotbollsspelare.
Fujisaki började sin karriär 2017 i Azul Claro Numazu.